# Hordeum lechleri
Hordeum lechleri là một loài thực vật có hoa trong họ Hòa thảo. Loài này được (Steud.) Schenck mô tả khoa học đầu tiên năm 1907.